# Meghrashat
Meghrashat ou Megrashat (en arménien Մեղրաշատ) est une communauté rurale du marz de Shirak en Arménie. En 2008, elle compte 490 habitants.